# Александар Цветковић (политичар)
Александар П. Цветковић (7. јануар 1954) је српски политичар. Био је градоначелник општине Дољевац од 1993. до 2000. године, од 2000. до 2004. био је у скупштинама СРЈ и Србије и Црне Горе, а од 2009. до 2018. био је повереник Нишавског управног округа. Цветковић је члан Социјалистичке партије Србије (СПС).

## Рани живот и приватна каријера
Цветковић је рођен у селу Пуковац у општини Дољевац, у тадашњој СР Србији у ФНРЈ. Средњу медицинску школу завршио је у Нишу 1973. године, смер стоматолошки техничар, а диплому на Стоматолошком факултету Универзитета у Скопљу стекао је 1979. године. Цветковић је почео да ради у Дому здравља Медвеђа 1981. године, а 1984. прелази у Дом здравља Дољевац; постао је директор ове друге установе 1987. године и на тој функцији је био до 2001. године. 1990. године завршио је специјализацију из болести уста и зуба на Медицинском факултету Универзитета у Нишу.

## Политичар и администратор
Цветковић се 1990. године придружио Социјалистичкој партији, а 1992. године постао је члан Главног одбора странке. Изабран је за градоначелника Дољевца након локалних избора у Србији у децембру 1992. године и потврђен је за још један мандат након локалних избора 1996. године.
Појавио се на петнаестом месту на изборној листи СПС за Нишку изборну јединицу на парламентарним изборима у Србији 1993. Листа је освојила дванаест мандата, а он накнадно није уврштен у њену скупштинску делегацију. (Од 1992. до 2000. године, изборни закон Србије је предвиђао да се једна трећина посланичких мандата додељује кандидатима са успешних листа по нумеричком редоследу, док ће преостале две трећине бити распоређене између осталих кандидата на листама од стране спонзорских партија. Уобичајена је пракса да се потоњи мандати додељују по бројчаном редоследу, упркос релативно ниској позицији на листи, иако у овом случају није) Касније се појавио на петом месту на листи СПС-а за Прокупље на парламентарним изборима 1997. и поново није добио мандат када је листа освојила два од шест мандата за поделу.
Током 1990-их, СПС је доминирао политичким животом Србије под влашћу Слободана Милошевића. Милошевић је поражен од стране Војислава Коштунице на председничким изборима 2000, догађају који је подстакао широке промене у политичкој култури Југославије и Србије. Цветковић је изабран у Веће грађана на истовременим парламентарним изборима у Југославији, добивши мандат за СПС у прокупачкој дивизији. Демократска опозиција Србије (ДОС) је након избора формирала коалициону владу са Социјалистичком народном партијом Црне Горе (СНП), а Цветковић је био члан опозиције.
Савезна Република Југославија је реконституисана као Државна заједница Србија и Црна Гора почетком 2003. године, са једнодомним парламентом чији су први чланови бирани посредним изборима из републичких скупштина Србије и Црне Горе. На основу свог учинка на претходним парламентарним изборима 2000, СПС је имао право да именује дванаест чланова новог тела; Цветковић је изабран за једног од делегата странке 25. фебруара 2003. Мандат му је истекао 2004. године, када је изабрана нова скупштинска делегација након парламентарних избора 2003.
Цветковић је у Државну лутрију Србије именован 2005. године и ту функцију обављао наредне две године. Појавио се на 238. месту на изборној листи СПС-а за парламентарне изборе у Србији 2008. године и након тога није добио мандат када је листа освојила двадесет мандата. (Цела земља се у овој фази рачунала као јединствена изборна јединица. Од 2000. до 2011. сви мандати на парламентарним изборима у Србији расподељени су кандидатима на успешним листама по нахођењу странака или коалиција спонзора, без обзира на бројчани ред. Цветковићев став на листи, која је углавном била по азбучном реду, није имала никакав посебан утицај на његове шансе за избор.)
За повереника Нишавског округа постављен је у јануару 2009. године и на тој функцији је био до јануара 2018. године. 2010. године је координирао састанке стратешког планирања за превенцију од поплава у региону. Присуствовао је истакнутом парастосу жртвама НАТО бомбардовања Југославије у Нишу у мају 2017.
Изборни закони Србије поново су реформисани 2011. године, тако да су сви мандати на парламентарним изборима додељени кандидатима на успешним листама по бројчаном реду. Цвектовић се на парламентарним изборима 2016. појавио на деведесет седмој позицији листе СПС; ово је било прениско да би избори били реалног изгледа, а он заиста није изабран када је листа освојила двадесет девет места.
Након повлачења са места комесара за Нишаву, Цветковић је радио као саветник министра спољних послова Ивице Дачића и добио функцију у амбасади Србије у Тирани.